# ジョン・フラクスマン
ジョン・フラクスマン（John Flaxman、1755年7月6日 – 1826年12月7日）はイギリスの彫刻家、陶器デザイナー、イラストレーターである。新古典派の彫刻家として知られる他、陶磁器メーカー、ウェッジウッドの陶器のデザインやギリシャ神話を題材に描いた、独特なスタイルのイラストレーションでも知られている。

## 略歴
イングランド北部ノース・ヨークシャーのヨークで生まれた。同名の父親は左官(decorative plasterer)でその頃ヨークで石膏像の制作と販売をする店を営んでいた。フラクスマンが生まれて程なく、家族はロンドンに戻り、父親の工房で石膏像作りの技術を学んだ。子供時代からフラクスマンは彫刻の才能を示し、有名な画家、ジョージ・ロムニーは、自らが設立した自由美術協会(Free Society of Artists)のギャラリーに12歳のフラクスマンの彫像を展示することを許した。3年後にロイヤル・アカデミー・オブ・アーツの夏の展覧会に出展した作品は銀メダルを受賞した。
1775年から陶磁器メーカー、ウェッジウッドを経営する、トーマス・ベントレーとジョサイア・ウェッジウッドにデザイナーとして雇われ、そのデザインは高い評価を受けた。1782年に結婚した後、1785年にウェッジウッドから奨学金を受けて、夫婦でローマに留学した。ローマでは新古典派の彫刻家、アントニオ・カノーヴァらと友人になった。1793年頃、輪郭の線画を特徴とするイラストレーションを描くようになり、版画にするのに適した、このスタイルで描かれた挿絵は、1795年頃出版された、古代ギリシアの詩人の、ホメーロスの『イーリアス』や『オデュッセイア』などで人気となり、このスタイルの追随者が現れることになった。
1794年にロンドンに戻り、工房を開き助手を雇い、モニュメントなどの彫刻を制作した。ロンドン付近の丘の上に61mの巨大なブリタニアの像を建設し、海から見えるようにしようとした野心的な計画も企画したが実現することはなかった。1800年にロイヤル・アカデミー・オブ・アーツの正会員に選ばれた。1810年からアカデミーで彫刻を教えた。

## 作品

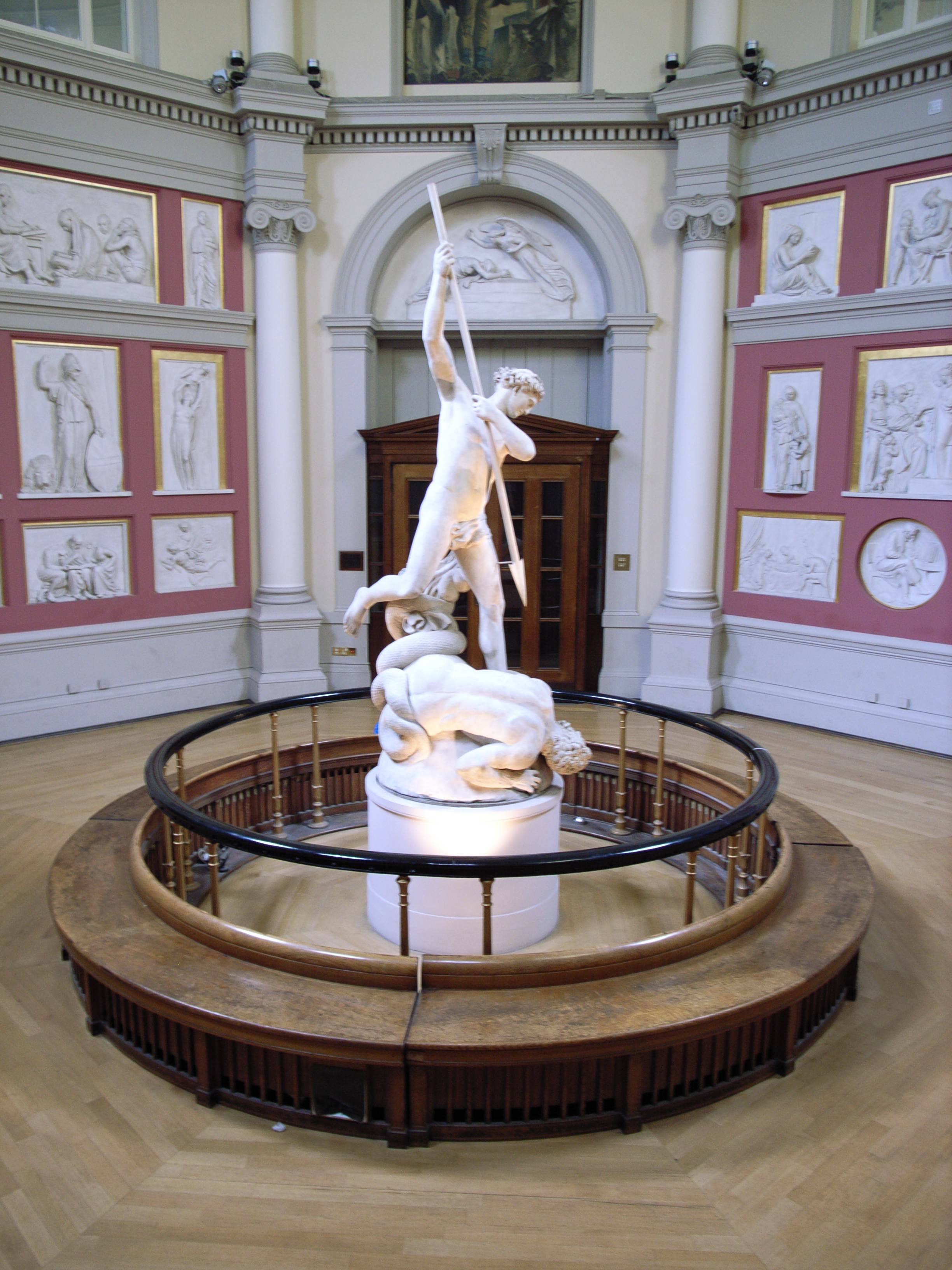
サタンを打ち負かす聖ミカエル
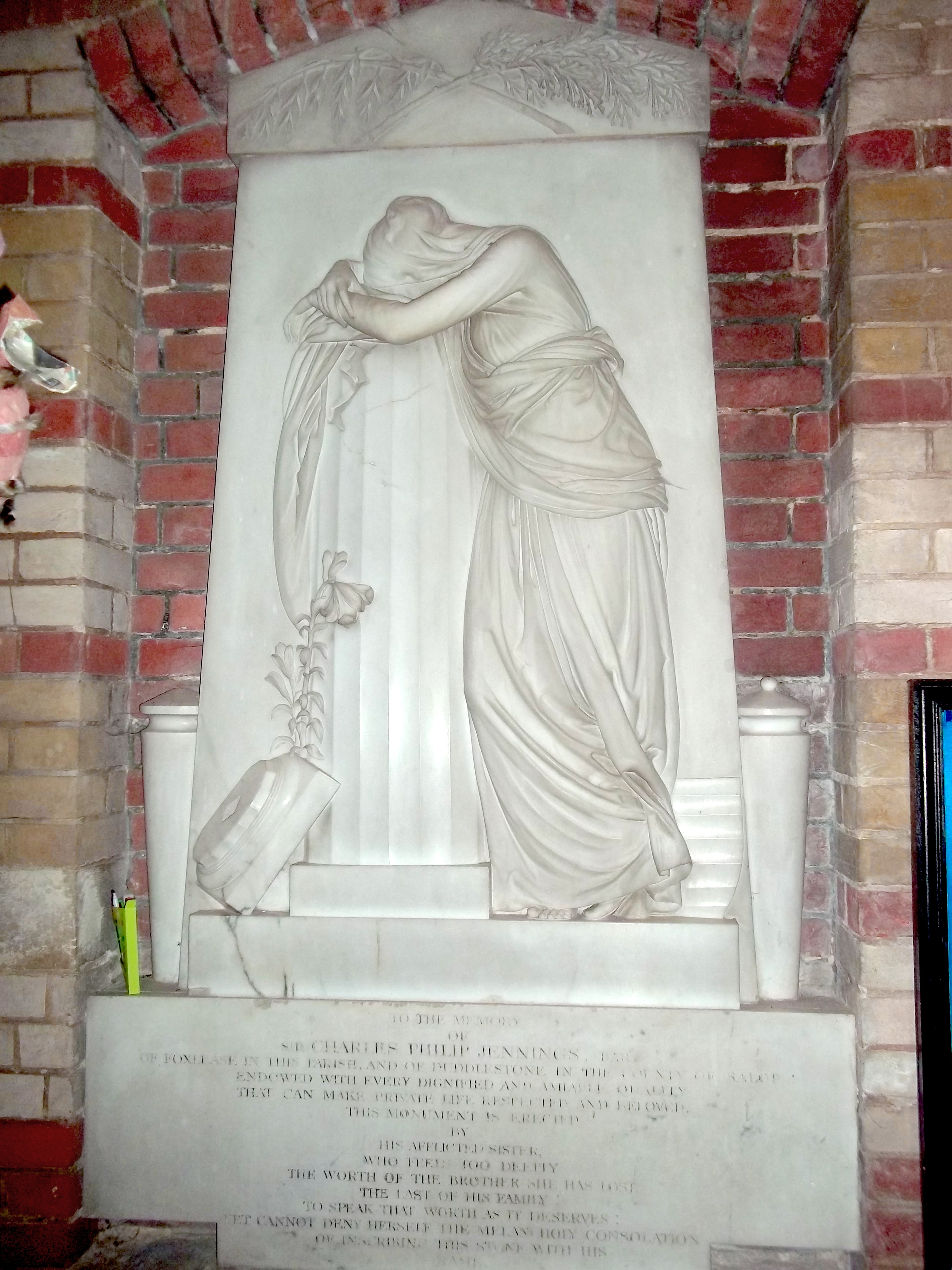
墓石
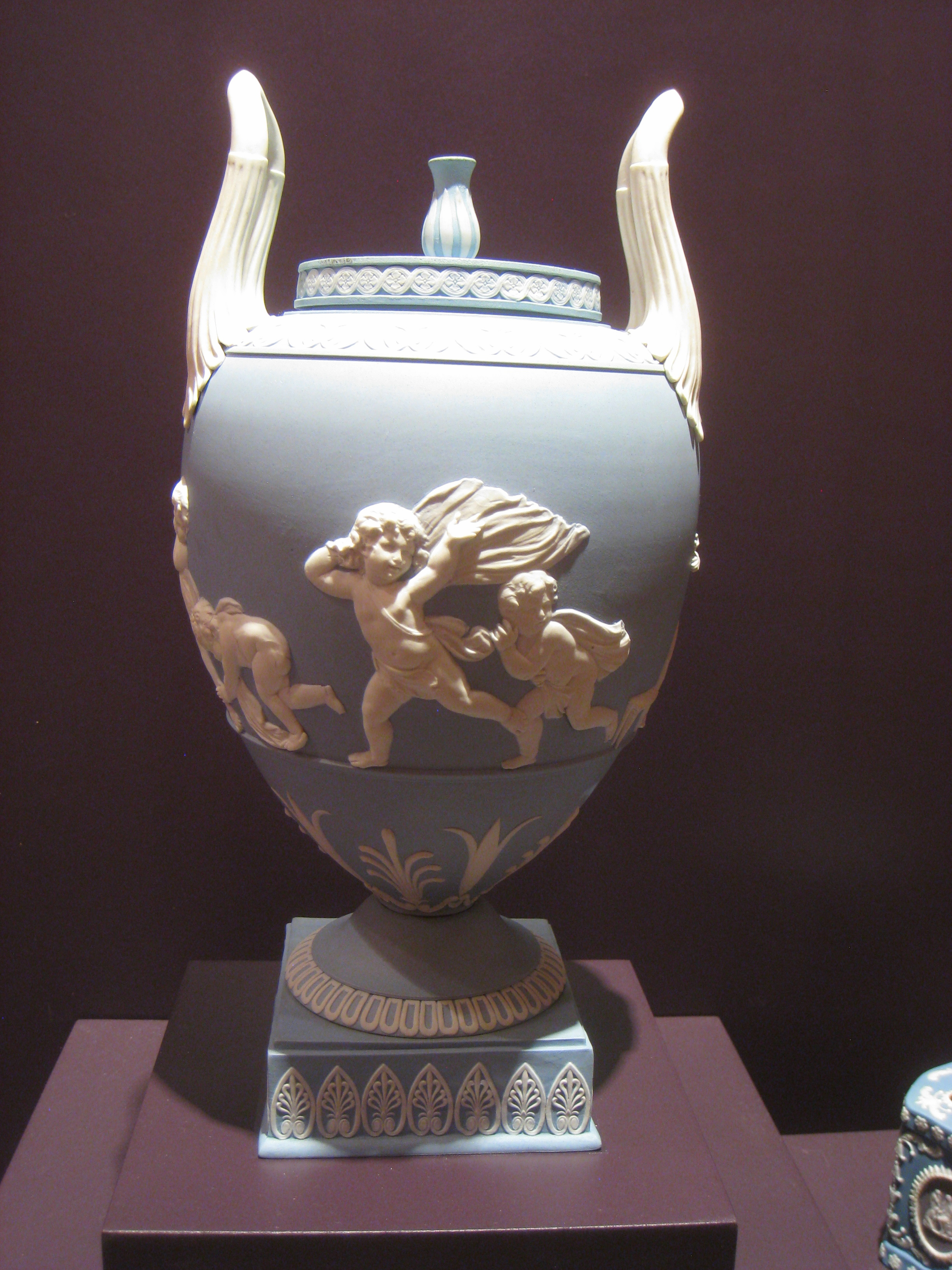
ウェッジウッドの陶器
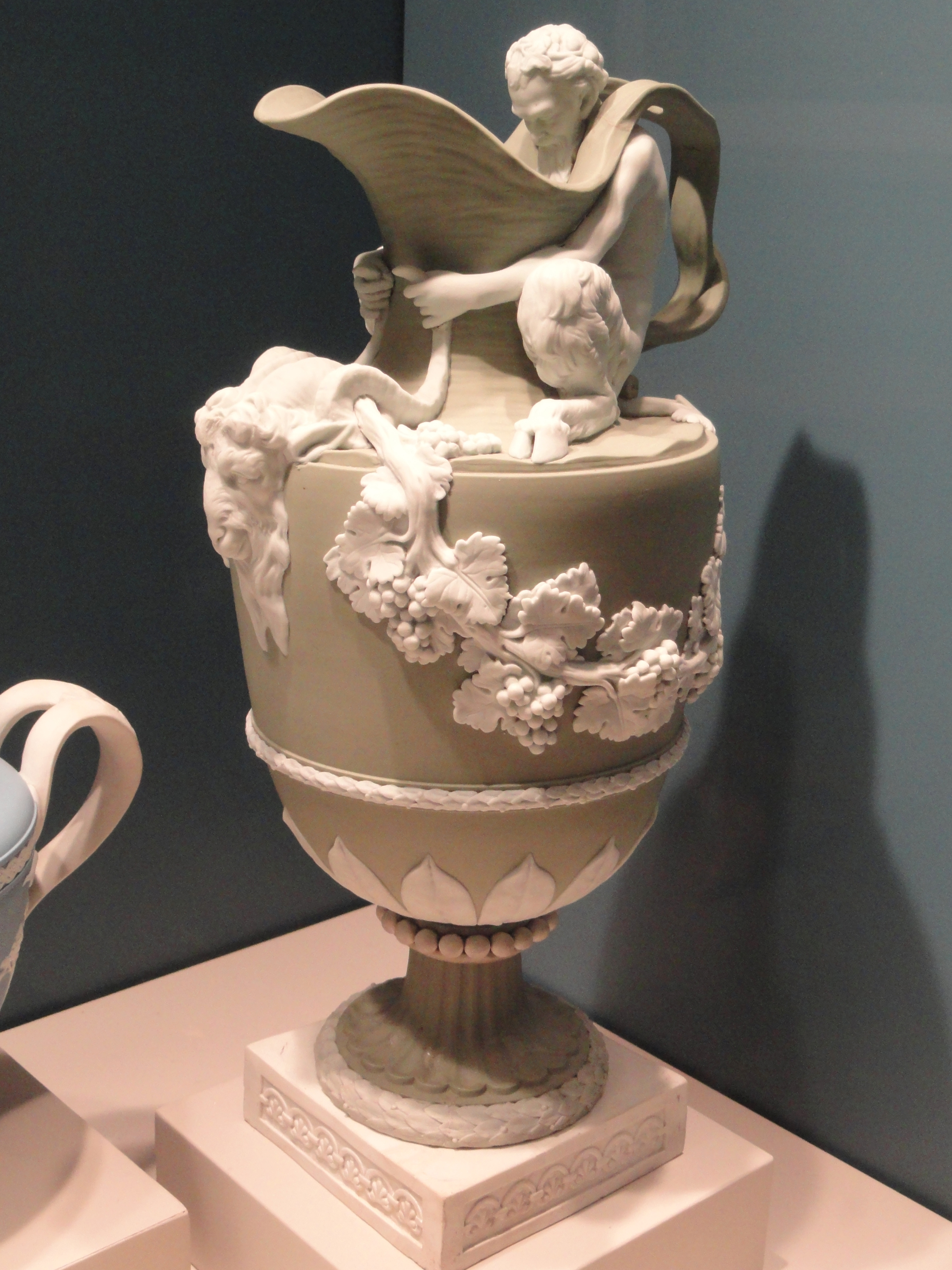
ウェッジウッドの陶器

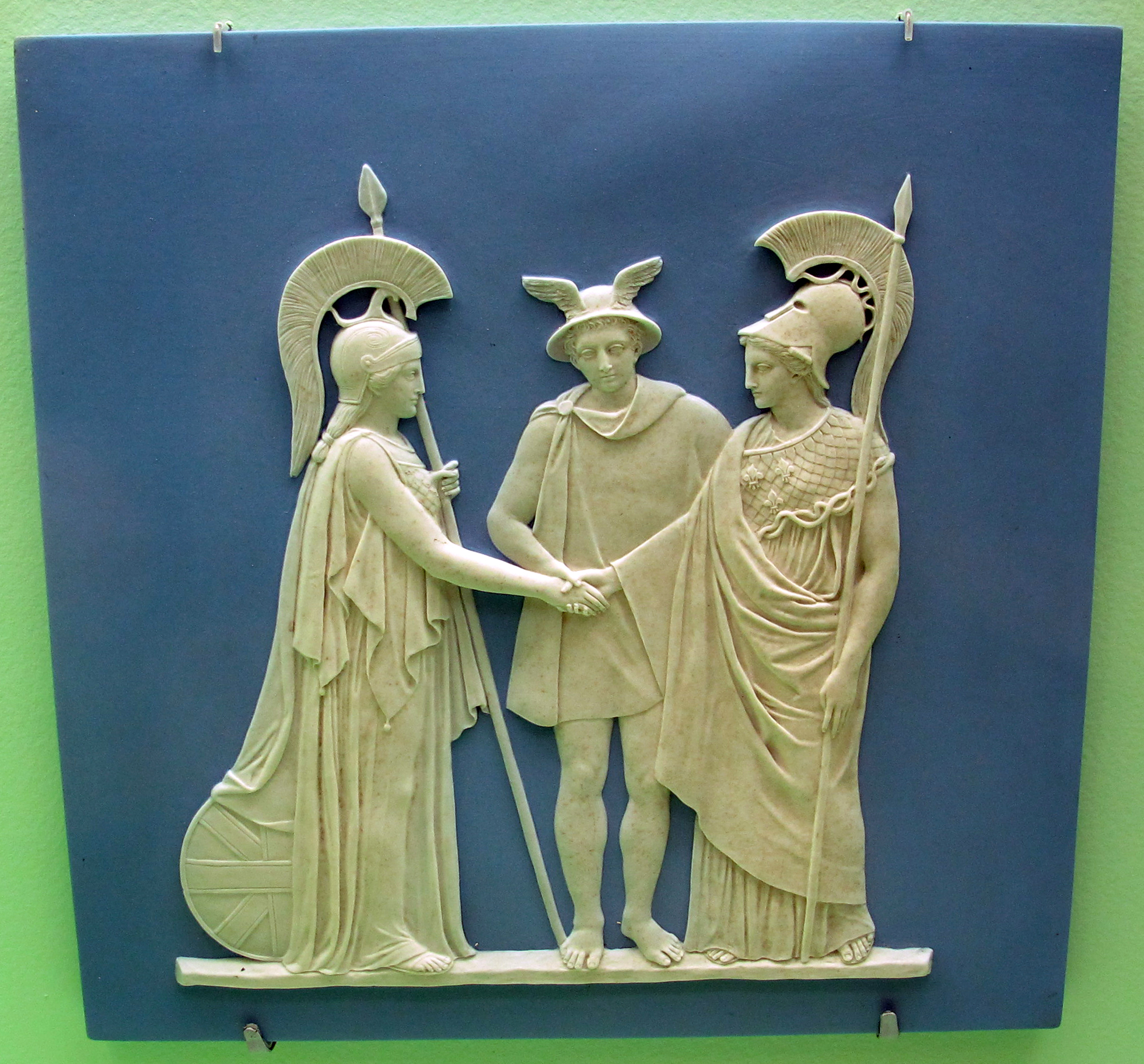
ウェッジウッドの陶器
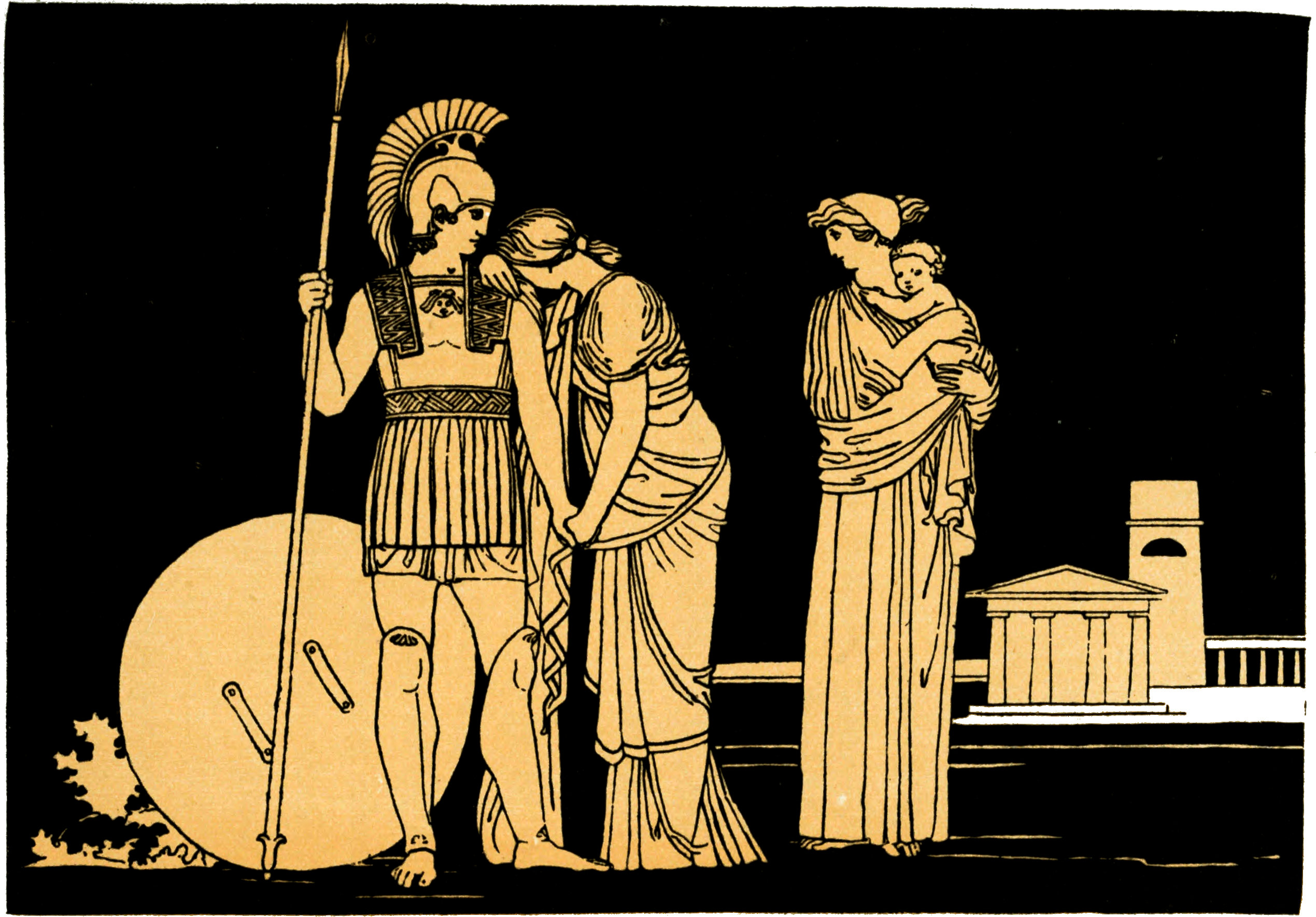
The Story of the Iliad (1895)のイラスト
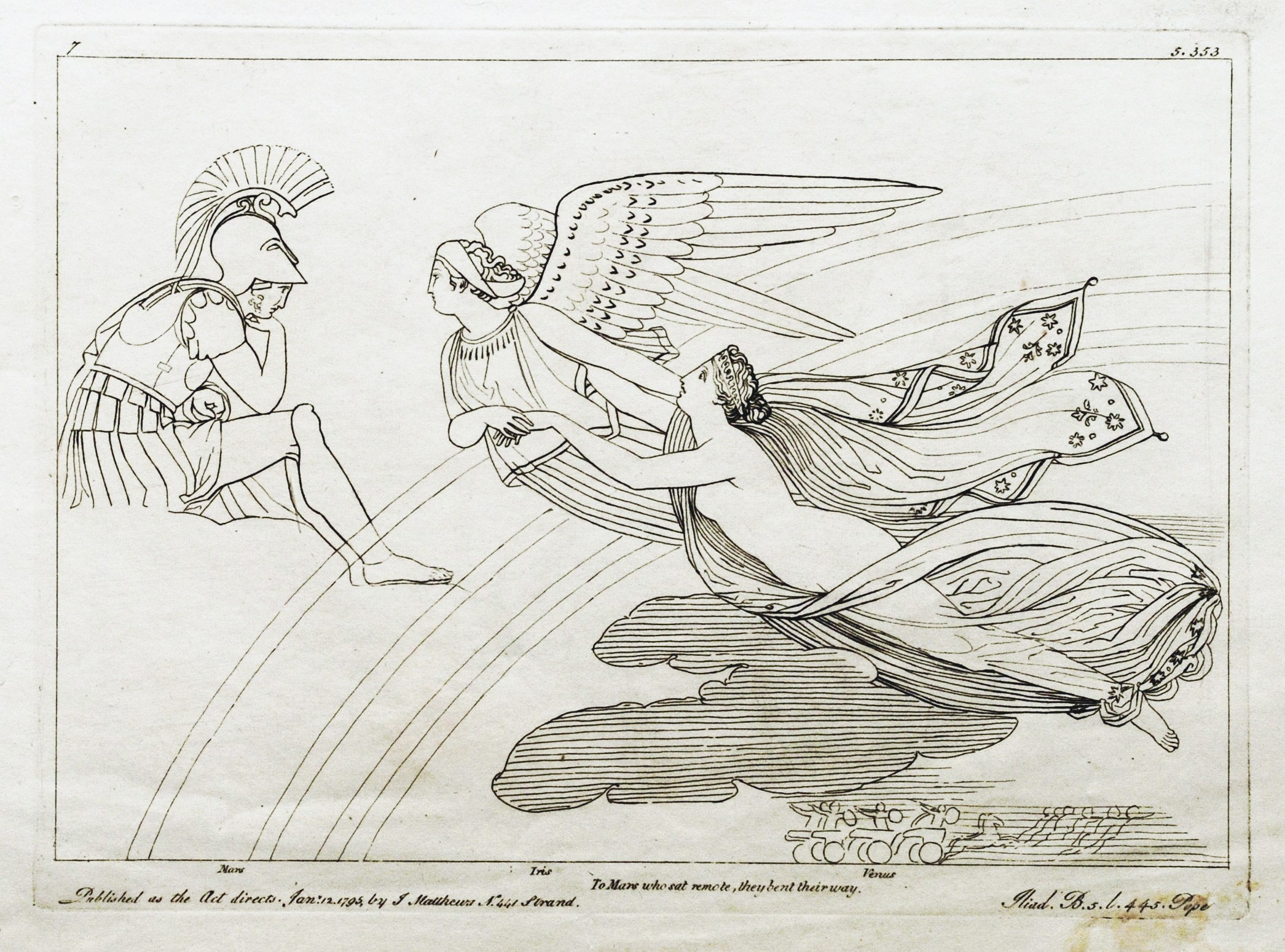
フラクスマンの原画による『イーリアス 』の銅版画